# Rakkeby Sogn (Morsø Kommune)
 For alternative betydninger, se Rakkeby Sogn. (Se også artikler, som begynder med Rakkeby Sogn)
Rakkeby Sogn er et sogn i Morsø Provsti (Aalborg Stift).
I 1800-tallet var Ovtrup Sogn og Rakkeby Sogn annekser til Tæbring Sogn. Alle 3 sogne hørte til Morsø Sønder Herred i Thisted Amt. Tæbring-Ovtrup-Rakkeby sognekommune blev ved kommunalreformen i 1970 indlemmet i Morsø Kommune.
I Rakkeby Sogn ligger Rakkeby Kirke.
I sognet findes følgende autoriserede stednavne:
- Blåbjerg Gårde (bebyggelse, ejerlav)
- Kløvenhøj (areal)
- Rakkeby (bebyggelse, ejerlav)